# Косыгин, Руслан Анатольевич
Руслан Анатольевич Косыгин (род. 28 июля 1968, Ялта, Крымская область) — генерал-майор Вооружённых сил Республики Беларусь.

## Биография
Косыгин родился 28 июля 1968 года в городе Ялта Крымской области, Украинской ССР.
В 1985—1989 годах учился в Челябинском высшем танковом командном училищи имени 50-летия Великого Октября. После окончания учёбы был направлен для прохождения дальнейшей службы в 264-й танковый полк 193-й танковой дивизии 5-й гвардейской танковой армии Белорусского военного округа.
В 1989—2001 годах в 193-й танковой дивизии (позднее 193-я база хранения вооружения и техники) прошёл должности от командира танкового взвода до заместителя начальника базы. В 2001 году поступил на командно-штабной факультет Военной академии, который окончил с отличием в 2003 году.
В 2003—2007 годах проходил службу в различных должностях в главном оперативном управлении Генерального штаба Вооруженных Сил. В 2007 году был назначен на должность начальника оперативного отдела – заместителя начальника штаба Северо-западного оперативного командования.
В 2009 году направлен для обучения на факультет Генерального штаба Вооруженных Сил Военной академии. Его он окончил в 2011 году с отличием и золотой медалью.
С июля 2011 года по сентябрь 2014 года проходил службу в должностях: заместителя начальника управления – начальника 1-го отдела 1-го управления, начальника четвёртого управления главного оперативного управления Генерального штаба.
В сентябре 2014 года назначен начальником информационно-аналитического управления Генштаба, а в мае 2016-го стал начальником штаба – первым заместителем командующего войсками Западного оперативного командования.
7 июля 2020 года возглавил Главное разведывательное управление. 23 июля 2023 года уволен в запас по возрасту.
Депутат Палаты представителей Национального собрания с 2024 года.